# Егорьев, Владимир Николаевич
Влади́мир Никола́евич Его́рьев (3 [15] марта 1869, Москва — 20 сентября 1948, Москва) — российский и советский военачальник, командующий фронтом во время Гражданской войны.

## Биография
Родился в семье коллежского советника. Образование получил в 1-м Московском кадетском корпусе. В службу вступил 30 августа 1887 года. В 1889 году окончил 3-е военное Александровское училище. Выпущен в 4-ю резервную артиллерийскую бригаду. Позже служил в Ивангородской крепостной артиллерии. Подпоручик (ст. 10.08.1889). Состоял в запасе (02.03.1893-11.11.1894). Поручик (ст. 18.04.1894). Штабс-капитан (ст. 13.07.1897).
В 1901 окончил Николаевскую академию генерального штаба по первому разряду. Капитан (ст. 23.05.1901). Состоял при Московском военном. С 26 февраля 1902 — старший адъютант штаба 17-го армейского корпуса. Цензовое командование ротой отбывал в лейб-гвардии Финляндском полку (29.11.1902-02.12.1903). С 30 ноября 1903 — помощник столоначальника Главного штаба. С 28 апреля 1904 — столоначальник Главного штаба. Подполковник (ст. 06.12.1904). С 31 декабря 1904 — помощник начальника отделения Главного штаба. С 25 июня 1905 — помощник начальника отделения ГУГШ. С 1 мая 1906 — помощник делопроизводителя ГУГШ. Цензовое командование батальоном отбывал в 123-м пехотном Козловском полку (01.05.-07.09.1908). Делопроизводитель ГУГШ (14.11.1908-13.12.1910). Полковник (ст. 06.12.1908).
Состоял в распоряжении начальника Генштаба (13.12.1910-01.03.1914). Был командирован в Черногорию, где занимал важные посты в армии: главный начальник военно-учебных заведений, генерал-инспектор народного образования, командир кадетского корпуса.

Егорьеву был пожалован чин черногорского генерала и присвоен театральный национальный костюм свирепого балканского воина: короткая куртка вроде болеро, щедро расшитая золотом, широкий шелковый пояс красного цвета с заткнутым в него древним пистолетом, живописные шаровары и широкие сапоги. Геройский костюм этот очень нравился Егорьеву, который вообще считал свою наружность видной и воинственной…

Мы подтрунивали над этим мелким тщеславием человека, которому никак нельзя было отказать в уме, способностях и даже таланте. Но именно эти черты и его желание господствовать годились в черногорском войске, которое нельзя было взять скромностью, понятливостью и одной деловитостью. Высокомерность и оперная форма черногорского генерала импонировали тамошним воякам всех степеней, имевшим психологию горных разбойников. Они ожидали «атамана» и получили его!— Геруа Б. В. Воспоминания о моей жизни. — Т. 1.
С 1 марта 1914 — начальник штаба 3-й гренадерской дивизии.

### Первая мировая война
С 10 ноября 1914 года — командир 12-го гренадерского Астраханского полка, затем командовал 5-м гренадерским Киевским полком. Генерал-майор (ст. 29.08.1915). С 19 ноября 1915 года — начальник штаба 1-й гренадерской дивизии. С 8 февраля 1917 — начальник штаба 3-го армейского корпуса.
4 мая 1917 года Егорьев, пользовавшийся большим доверием новых властей и как показавший себя «сторонником демократических преобразований», был назначен командующим 171-й пехотной дивизии. После выступления Л. Г. Корнилова, когда свои посты потеряло большое число неблагонадежных командиров, Егорьев 9 сентября 1917 получил назначение командиром 39-го армейского корпуса. За отличие по службе на основании ст. 42 КН VIII С.В.П. 1869 г. (изд. 3) Егорьеву присвоен чин генерал-лейтенанта.
После Октябрьской революции в декабре 1917 был избран революционным солдатским комитетом на пост командующего Особой армией. С января 1918 года командовал войсками Юго-Западного фронта.

### Служба в Красной Армии
С марта по сентябрь 1918 года — военный руководитель Западного участка отрядов завесы. В июле — октябре 1919 года — командующий войсками Южного фронта против войск Деникина. В 1920 военный эксперт при советской делегации для заключения Тартуского мирного договора между РСФСР и Финляндией и Рижского мирного договора с Польшей. В 1921—1926 гг. для особо важных поручений при РВС СССР, редактор журнала «Военная мысль и революция», затем на преподавательской работе в высших военно-учебных заведениях. С 1934 в отставке, но продолжал преподавательскую работу. Работал над мемуарами «От рядового до главнокомандующего» (не окончены).
Умер в Москве в 1948 году. Похоронен на Новодевичьем кладбище.
Личный архив Егорьева хранится в РГБ, ф. 381, 30 папок, 1790—1948 и ЦМВС, 22 док., 1916—1928.

## Награды
- Орден Святого Станислава 3-й степени (1904);
- Орден Святой Анны 3-й степени (1906);
- Орден Святого Владимира 4-й степени (ВП 15.02.1913).
- Орден Святой Анны 2-й степени с мечами (ВП 7.11.1914)
- мечи и бант ордену Святого Владимира 4-й степени (ВП 4.01.1915)
- Орден Святого Владимира 3-й степени с мечами (ВП 4.01.1915)
- Орден Святой Анны 4-й степени с надписью «За храбрость» (ВП 6.03.1915)
- мечи и бант к ордену Святой Анны 3-й степени (ВП 15.11.1915)
- Орден Святого Станислава 2-й степени с мечами (ВП 6.10.1916)
- Орден Красной Звезды

## Семья
Жена — Ольга Михайловна, урождённая Наумова (1869—1951), дочь курского купца 1 гильдии.
Дети:
- Сваричовская-Мамет, Ольга Владимировна (1892—1986) — москвовед.
- Егорьев, Владимир Владимирович (1896—1943) — юрист, консультант правового отдела НКИД СССР, репрессирован[2].

## Сочинения
- Егорьев В. Н. Записки прикладной тактики: Лекции читанные подполковником Егорьевым в Офицерской стрелковой школе в 1905—1907 гг. — 2-е изд. — Ораниенбаум, 1908. — 266 с.

## Память
- На выставке «Мундиры и судьбы», открывшейся в феврале 2020 года в Музее А. В. Суворова (Санкт-Петербург) среди экспонатов представлен один из двух известных сохранившихся мундиров В. Н. Егорьева (специально разработанное обмундирование для «красных генштабистов», утверждённое в августе—сентябре 1920 года и отменённое 2 года спустя)[3].